# China Forbes
China Forbes (Cambridge, 1970. április 29. –) amerikai énekesnő, dalszerző. A Pink Martini együttes sztárja. 2022-ben Ella Fitzgerald-díjat kapott a Montréali Nemzetközi Jazzfesztiválon.

## Pályakép
Apja francia-skót származású, anyja afroamerikai. A Phillips Exeter Academy-re járt, majd a Harvard Egyetemen képzőművészetet tanult. Itt ismerkedett meg Thomas Lauderdale-val, egy klasszikus zongoristával, aki később szintén a Pink Martini együttes tagja lett.
China Forbes Harvardon színésznőként elnyerte a Jonathan Levy-díjat. Az 1992-es diplomaszerzése után több évig színésznőként dolgozott. Fellépett az Off-Broadway-en is New Yorkban. Aztán inkább zenész lett. Zenekart alapított és felvett egy szólóalbumot. Elénekelte a „Ordinary Girl” című dalt a „Que Sera Sera” televíziós sorozatban, az „In the Cut” című filmhez.
Thomas Lauderdale hívta énekelni a Pink Martiniba. 1998-ban − három év ingázás után − Portlandbe költözött, hogy teljes munkaidőben a zenekarral dolgozzon. Forbes és Lauderdale közösen írta meg az együttes „Sympathique (Je ne Veux Pas Travailler)” című slágerét.
A Pink Martinival végzett munkája mellett szólóalbumokat adott ki. Két francia dalt rögzített Georges Moustakival a Solitaire című albumhoz.
- China Forbes az unokatestvére, John Kerry, volt amerikai külügyminiszternek és a Grizzly Bear indie-rock zenészének az Ed Droste-ból. A nővére Maya Forbes, forgatókönyvíró és rendező.

## Albumok
- 1995: Love Handle
- 1996: Ordinary Girl
- 2008: '78

### Pink Martini
- 1997: Sympathique
- 2004: Hang on Little Tomato
- 2007: Hey Eugene!
- 2009: Splendor in the Grass
- 2010: Joy to the World
- 2011: A Retrospective
- 2013: Get Happy
- 2016: Je Dis Oui!
- 2018: Sympathique − 20th Anniversary Edition
- 2018: Non Ouais! − The French Songs of Pink Martini

## Filmek
- China Forbes az IMDb-n

## Díjak
- ? „legígéretesebb színész” − Jonathan Levy-díj
- 2013: Ella Fitzgerald-díj
- 2022: Pink Martini’s China Forbes wins prestigious award from Montréal Jazz Festival